# Данилов Починок (Вологодская область)
Данилов Починок — деревня в Тотемском районе Вологодской области.

## Географическое положение
Входит в состав Мосеевского сельского поселения, с точки зрения административно-территориального деления — центр Заозерского сельсовета.
Расстояние до районного центра Тотьмы по автодороге — 51 км, до центра муниципального образования деревни Мосеево по прямой — 17 км. Ближайшие населённые пункты — Мартыновская, Мелешово, Никитин Починок.

## Население
По переписи 2002 года население — 220 человек (105 мужчин, 115 женщин). Преобладающая национальность — русские (99 %).

### Известные уроженцы
- Даниловский, Фёдор Семёнович (1902—1978) — советский военный деятель, Генерал-майор (1944 год).